# Декалог 7
«Декало́г 7» (пол. Dekalog, siedem) — седьмой телефильм из десятисерийного цикла «Декалог», снятого польским кинорежиссёром Кшиштофом Кесьлёвским. Фильм вышел на экраны 15 июня 1990 года.
Фильм связан с восьмой из десяти заповедей — «Не укради».

## Сюжет
Молодая девушка по имени Майка сдаёт в институте зачётку, оставляя учёбу, не завершив последнюю сессию. Она получает загранпаспорт с визой Канады, причём ей говорят, что для отъезда ребёнка нужно согласие матери. Майка живёт с родителями и младшей сестрой Анкой шести лет. Когда их мать Эмма с Анкой идут на детский праздник в театр, Майка пробирается за кулисы и манит оттуда Анку, а затем незаметно выходит с ней. Эмма безуспешно ищет Анку и возвращается домой.
Майка же гуляет с Анкой и едет с ней за город, по дороге сообщая, что она —настоящая мать Анки. Они приезжают в дом Войтека, бывшего школьного учителя, который когда-то учил Майку. Шесть лет назад у них возник роман, и Майка родила дочь. Она была оформлена как дочь Эммы, и с тех пор Анка считает Эмму своей матерью, а про то, что её настоящая мать — Майка, почти никто не знает. Войтек, чтобы избежать скандала, ушёл из школы и теперь занимается шитьём плюшевых мишек. С Майкой он с тех пор не общался.
Майка и Анка проводят несоколько часов у Войтека, но Майка понимает, что Войтек не готов жить с ними и предпочёл бы, чтобы Майка вернула дочь Эмме. Майке также так и не удаётся добиться того, чтобы Анка называла её мамой. Ночью, когда Войтек выходит за своим другом, у которого есть машина, Майка забирает Анку и уходит. От станции она звонит матери и говорит, что та должна разрешить Анке выезд в Канаду с Майкой. Эмма предлагает воспитывать Анку вместе, а после смерти Эммы Анка станет «полностью» принадлежать Майке. Майка бросает трубку. Они с Анкой бродят по окрестностям, в то время как Войтек созванивается с Эммой и они вместе начинают поиски. На рассвете Майка с Анкой подходят к кассе на одной из железнодорожных станций, и кассирша предлагает им поспать у неё. Там же оказываются Эмма с мужем, и Эмма замечает Анку в комнате кассирши. Эмма берёт Анку на руки, а Майка запрыгивает в отходящую электричку. В финале Эмма, её муж и Анка смотрят на удаляющийся поезд.

## В ролях
- Майя Барелковская — Майка (Майя)
- Анна Полони — Эва, мать Майки

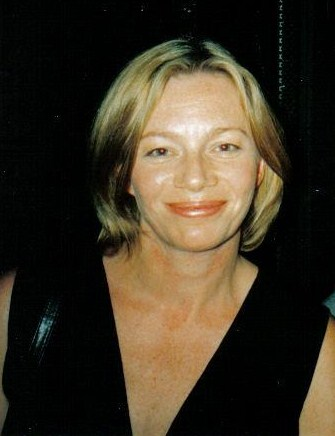
Майя Барелковская

- Владислав Ковальский — Стефан, отец Майки
- Богуслав Линда — Войтек
- Божена Дыкель — кассирша
- Артур Барцись — мужчина на станции

## Критика
Славой Жижек в книге «Киногид извращенца» обращает внимание на слова Майки, сказанные ею в разговоре с Войтеком: «А как можно украсть свою собственность?» По мнению критика, «проблема воровства» в данном случае заключается «в первую очередь не в присвоении чужой материальной собственности, а в явном нарушении вором символической достоверности».
Роберт Биркгольц подчёркивает, что в фильме «речь идет не о воровстве, а о „присвоении“ других людей», и «самая большая жертва (…) — шестилетняя девочка, которая застряла в эмоциональном клинче, брошенная между двумя сражающимися за нее женщинами». Он также указывает на то, что, как и в других фильмах цикла, «заповедь, на которой основывается история, может быть применена ко многим персонажам и ситуациям»: это похищение Ани Майкой, «которая запускает сюжет фильма», но и «присвоение ребенка Майки её матерью».